# 한무성세
한무성세(漢武盛世)는 중국 고대사에서, 전한의 제7대 황제 무제 유철의 치세를 말한다. 무제는 선대 문제, 경제 시기의 안정된 치세를 이어받아 적극적인 대외 팽창 정책을 실시해 제국의 최대 판도를 구축했다.

## 같이 보기
- 한나라
- 전한 문제
- 전한 경제
- 한-흉노 전쟁
- 전한의 남월 정복
- 한-고조선 전쟁
- 염철론